# Abellera de mirall
L'abellera de mirall (Ophrys speculum) és una orquídia monopòdica i terrestre, pertanyent a la subtribu Orchidinae. És una de les anomenades popularment orquídia abella o simplement abellera.

## Etimologia
El seu nom Ophrys deriva de la paraula grega Ophrys = 'cella', referint-se a l'alta consideració que es té cap a aquest gènere. Del grec speculum = 'mirall', referint-se al seu label que pot passar com el ventre d'una abella vist en un mirall. Ophrys s'esmenta per primera vegada en el llibre Naturalis Historia de Plini el Vell (23-79 aC).

## Hàbitat
Aquesta espècie d'hàbits terrestres monopòdic es distribueix pel Mediterrani (Espanya, sud de França, i Còrsega) en general en tot Europa. En prats, garrigues, arbustos i boscos. Arriben a una alçada de 25 a 30 cm.

## Descripció
Durant l'estiu, aquestes orquídies estan dorments com un bulb subterrani, que serveix com una reserva de nutrients. Al final de l'estiu-tardor desenvolupa una roseta de fulles. També un nou tubercle comença a desenvolupar-se i madura fins a la següent primavera, el vell tubercle mor lentament. A la primavera que ve, la tija floral comença a desenvolupar-se, i durant la floració les fulles comencen a marcir-se.
La majoria de les orquídies Ophrys depenen d'un fong simbiont, per això desenvolupen només un parell de petites fulles alternes. No poden ser trasplantades a causa d'aquesta simbiosi. Les petites fulles basals formen una roseta enganxades arran de terra. Són oblongolanceolades arrodonides sense identitat, tenen un color verd blavós. Es desenvolupen a la tardor i poden sobreviure a les gelades de l'hivern.

Del tubercle d'Ophrys speculum surt la tija floral erecta, senzilla i sense ramificacions d'uns 30 cm. Les flors tenen un label de grans dimensions. El label és trilobulat d'un color marró fosc, amb el lòbul central vellutat, triangular, allargat i bombat, d'uns 13-18 mm de longitud. Els altres dos lòbuls són menors en grandària el tercer es torna una mica cap endavant. Els tres sèpals d'uns 7 mm de longitud tenen un color uniforme verd clar amb dues ratlles marrons els laterals i diverses ratlles el central. Els pètals més interns són bastant més petits que els sèpals, estrets i afilats (imiten les antenes d'un insecte), però del mateix color verd clar que els sèpals, i fan un gran contrast amb els tons foscos del label. De dos a deu flors es desenvolupen a la tija floral amb fulles basals. Les flors són úniques, no sols per la seva inusual bellesa, gradació de color i formes excepcionals, sinó també per la ingenuïtat amb què atreuen els insectes. El seu label imita en aquest cas l'abdomen d'una Dasyscolia ciliata, una vespa de la família Scoliidae. Aquesta espècie és molt variable en els seus dibuixos i gradació de color. Floreixen de mitjans de març a abril.

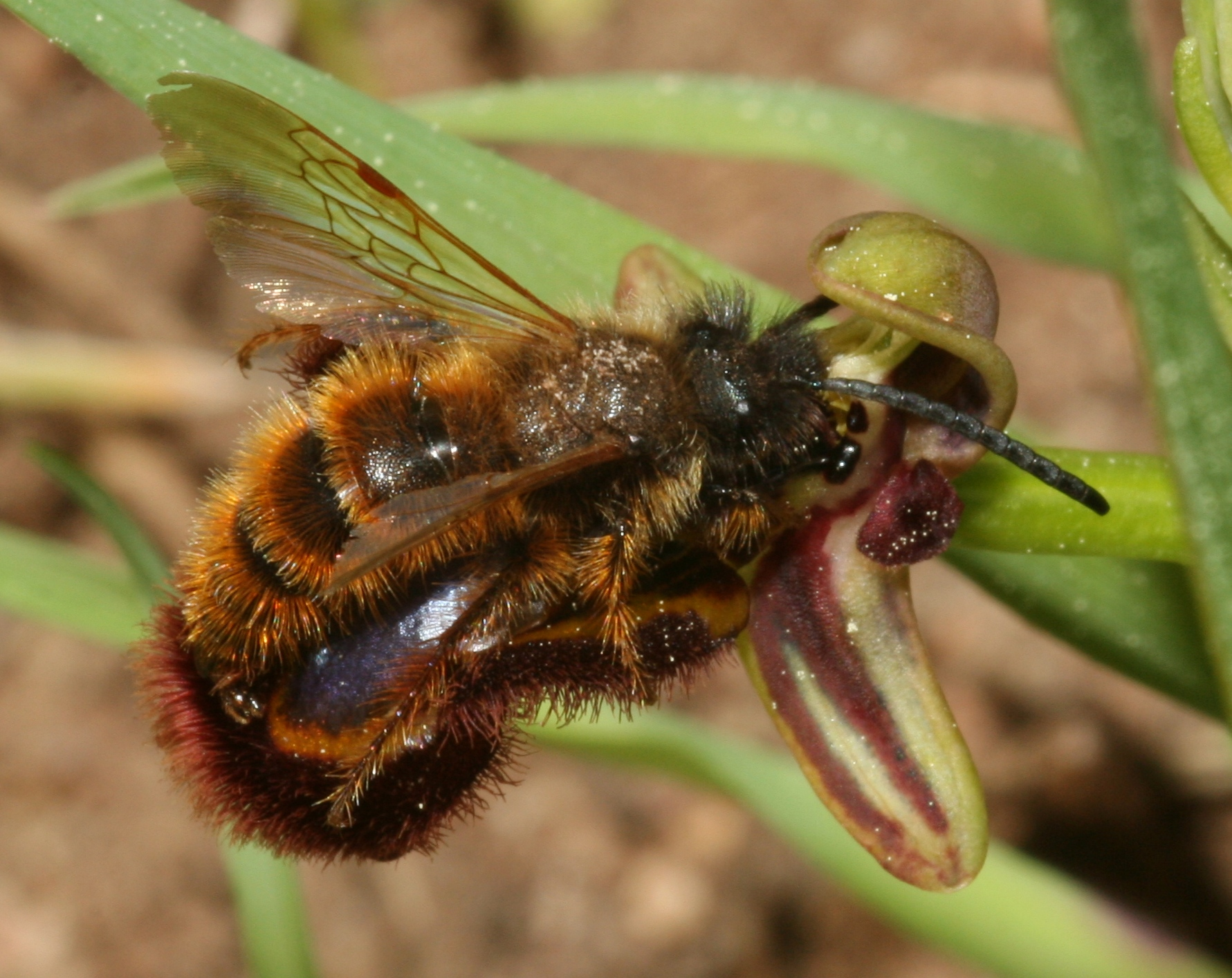
Intent de copulació de Dasyscolia ciliata sobre O. Speculum

Aquesta suggestió visual serveix com a reclam íntim. Aquesta pol·linització mímica està augmentada en produir més la fragància de la femella de l'insecte en zel. Aquestes feromones d'“imitació” fan que l'insecte s'acosti a investigar. Això passa només en el període determinat en què els mascles estan en zel i les femelles no han copulat encara. L'insecte està tan excitat que comença a copular amb la flor. Això s'anomena pseudocopulació, la fermesa, la suavitat, i els pèls vellutats del label, són els majors incentius perquè l'insecte s'introdueixi en la flor. Els pol·linis s'adhereixen al capdavant o a l'abdomen de l'insecte. Quan torna a visitar una altra flor, els pol·linis colpegen l'estigma. Els filaments dels sacs pol·linis durant el transport canvien de posició de tal manera que els grans de pol·len puguin colpejar l'estigma, així és el grau de refinament de la reproducció. Si els filaments no prenen la nova posició els pol·linis podrien no haver fecundat la nova orquídia.